# Lista planetelor minore: 88001–89000
| Nume                                            | Denumire provizorie                             | Data descoperirii                               | Locul descoperirii                              | Descoperitor(i)                                 |                                                 |                                                 |                                                 |                                                 |                                                 |                                                 |                                                 |                                                 |                                                 |                                                 |                                                 |                                                 |                                                 |                                                 |                                                 |                                                 |                                                 |                                                 |                                                 |                                                 |                                                 |                                                 |                                                 |                                                 |                                                 |                                                 |                                                 |                                                 |                                                 |                                                 |                                                 |                                                 |                                                 |                                                 |                                                 |                                                 |                                                 |                                                 |                                                 |                                                 |                                                 |                                                 |                                                 |                                                 |                                                 |
| 88001–88100 Lista planetelor minore/88001–88100 | 88001–88100 Lista planetelor minore/88001–88100 | 88001–88100 Lista planetelor minore/88001–88100 | 88001–88100 Lista planetelor minore/88001–88100 | 88001–88100 Lista planetelor minore/88001–88100 | 88101–88200 Lista planetelor minore/88101–88200 | 88101–88200 Lista planetelor minore/88101–88200 | 88101–88200 Lista planetelor minore/88101–88200 | 88101–88200 Lista planetelor minore/88101–88200 | 88101–88200 Lista planetelor minore/88101–88200 | 88201–88300 Lista planetelor minore/88201–88300 | 88201–88300 Lista planetelor minore/88201–88300 | 88201–88300 Lista planetelor minore/88201–88300 | 88201–88300 Lista planetelor minore/88201–88300 | 88201–88300 Lista planetelor minore/88201–88300 | 88301–88400 Lista planetelor minore/88301–88400 | 88301–88400 Lista planetelor minore/88301–88400 | 88301–88400 Lista planetelor minore/88301–88400 | 88301–88400 Lista planetelor minore/88301–88400 | 88301–88400 Lista planetelor minore/88301–88400 | 88401–88500 Lista planetelor minore/88401–88500 | 88401–88500 Lista planetelor minore/88401–88500 | 88401–88500 Lista planetelor minore/88401–88500 | 88401–88500 Lista planetelor minore/88401–88500 | 88401–88500 Lista planetelor minore/88401–88500 | 88501–88600 Lista planetelor minore/88501–88600 | 88501–88600 Lista planetelor minore/88501–88600 | 88501–88600 Lista planetelor minore/88501–88600 | 88501–88600 Lista planetelor minore/88501–88600 | 88501–88600 Lista planetelor minore/88501–88600 | 88601–88700 Lista planetelor minore/88601–88700 | 88601–88700 Lista planetelor minore/88601–88700 | 88601–88700 Lista planetelor minore/88601–88700 | 88601–88700 Lista planetelor minore/88601–88700 | 88601–88700 Lista planetelor minore/88601–88700 | 88701–88800 Lista planetelor minore/88701–88800 | 88701–88800 Lista planetelor minore/88701–88800 | 88701–88800 Lista planetelor minore/88701–88800 | 88701–88800 Lista planetelor minore/88701–88800 | 88701–88800 Lista planetelor minore/88701–88800 | 88801–88900 Lista planetelor minore/88801–88900 | 88801–88900 Lista planetelor minore/88801–88900 | 88801–88900 Lista planetelor minore/88801–88900 | 88801–88900 Lista planetelor minore/88801–88900 | 88801–88900 Lista planetelor minore/88801–88900 | 88901–89000 Lista planetelor minore/88901–89000 | 88901–89000 Lista planetelor minore/88901–89000 | 88901–89000 Lista planetelor minore/88901–89000 | 88901–89000 Lista planetelor minore/88901–89000 | 88901–89000 Lista planetelor minore/88901–89000 |
| ----------------------------------------------- | ----------------------------------------------- | ----------------------------------------------- | ----------------------------------------------- | ----------------------------------------------- | ----------------------------------------------- | ----------------------------------------------- | ----------------------------------------------- | ----------------------------------------------- | ----------------------------------------------- | ----------------------------------------------- | ----------------------------------------------- | ----------------------------------------------- | ----------------------------------------------- | ----------------------------------------------- | ----------------------------------------------- | ----------------------------------------------- | ----------------------------------------------- | ----------------------------------------------- | ----------------------------------------------- | ----------------------------------------------- | ----------------------------------------------- | ----------------------------------------------- | ----------------------------------------------- | ----------------------------------------------- | ----------------------------------------------- | ----------------------------------------------- | ----------------------------------------------- | ----------------------------------------------- | ----------------------------------------------- | ----------------------------------------------- | ----------------------------------------------- | ----------------------------------------------- | ----------------------------------------------- | ----------------------------------------------- | ----------------------------------------------- | ----------------------------------------------- | ----------------------------------------------- | ----------------------------------------------- | ----------------------------------------------- | ----------------------------------------------- | ----------------------------------------------- | ----------------------------------------------- | ----------------------------------------------- | ----------------------------------------------- | ----------------------------------------------- | ----------------------------------------------- | ----------------------------------------------- | ----------------------------------------------- | ----------------------------------------------- |

| Predecesor: 87001–88000 | Lista planetelor minore 88001–89000 Semnificații ale numelor: 88001–89000 | Succesor: 89001–90000 |